# أمين الزاوي

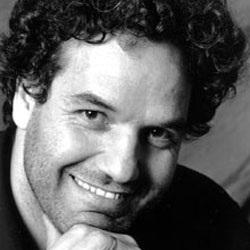
أمين الزاوي

أمين الزاوي (مواليد 25 نوفمبر 1956م، باب العسة بالجزائر)، هو كاتب ومفكر وروائي جزائري. من أبرز أعماله الروائية رواية «حادي التيوس»، ورواية «الساق فوق الساق في ثبوت رؤية هلال العشاق».

## سيرة
- شغله عالم الأدب والترجمة، بين اللغات الفرنسية والإسبانية والعربية، كما عمل أستاذا للدراسات النقدية في جامعة وهران، بعد حصوله على شهادة الدكتوراه عن «صورة المثقف في رواية المغرب العربي».
- مارس التدريس في جامعة باريس الثامنة، عمل سابقا مديرًا للمكتبة الوطنية الجزائرية. في الجزائر العاصمة.
- يكتب باللغتين العربية والفرنسية.

## أعمال
له عشر روايات نصفها باللغة الفرنسية، ونصفها الآخر باللغة العربية، إضافة إلى مجموعتين قصصيتين. وآخر أعماله المكتوبة بالعربية هو رواية «الملكة» الصادرة عن منشورات الاختلاف بالجزائر.

### الروايات
| الرواية                                            | التاريخ | المصدر |
| -------------------------------------------------- | ------- | ------ |
| صهيل الجسد                                         | 1982م   | [ 3 ]  |
| شارع إبليس                                         | 2009م   | [ 4 ]  |
| حادي التيوس: أو فتنة النفوس لعذارى النصارى والمجوس | 2012م   |        |
| نزهة الخاطر                                        | 2013م   |        |
| الملكة                                             | 2014م   | [ 5 ]  |
| الساق فوق الساق في ثبوت رؤية هلال العشاق           | 2016م   | [ 6 ]  |
| الخلان                                             | 2018م   | [ 7 ]  |
| الباشْ كاتبْ                                         | 2019م   | [ 8 ]  |
| شوينغوم                                            | 2022م   | [ 9 ]  |
| الأصنام: قابيل الذي رق قلبه لهابيل                 | 2023م   | [ 10 ] |

### روايات باللغة الفرنسية
- "الخنوع" (1997).
- حارة النساء" (2001).
- "وليمة أكاذيب" (2007).
- "غرفة العذراء المدنسة" (2009).
- "طفل البيضة" (2017).

## ترجمة
تُرجمت مقالات وروايات أمين الزاوي إلى عشرات اللغات: الإنجليزية، الإسبانية، الإيطالية، التشيكية، الصربية، الصينية، الفارسية، التركية، العربية، السويدية، اليونانية.

## وصلات خارجية
- أمين الزاوي على موقع أرشيف الشارخ.
- صفحة أمين الزاوي على موقع أبجد
- صفحة اقتباسات أمين الزاوي على موقع أبجد